# Montauriol, Tarn
Montauriol är en kommun i departementet Tarn i regionen Occitanien i södra Frankrike. Kommunen ligger i kantonen Pampelonne som tillhör arrondissementet Albi. År 2022 hade Montauriol 59 invånare.

## Befolkningsutveckling
Antalet invånare i kommunen Montauriol
| Referens: INSEE |